# دون شو
دون شو (بالإنجليزية: Don Shaw)‏ هو لاعب كرة قاعدة أمريكي، ولد في 23 فبراير 1944 في بيتسبرغ في الولايات المتحدة.

## وصلات خارجية
- دون شو على موقعبيزبول رفرنس.كوم (الدوري الرئيسي) (الإنجليزية)
- دون شو على موقعبيزبول رفرنس.كوم (الدوري الثانوي) (الإنجليزية)